# ستراخوتین
ستراخوتین (به لاتین: Strachotín) یک منطقهٔ مسکونی در جمهوری چک است که در ناحیه برتسلاو واقع شده‌است. ستراخوتین ۱۴٫۱۹ کیلومتر مربع مساحت و ۷۸۸ نفر جمعیت دارد و ۱۷۰ متر بالاتر از سطح دریا واقع شده‌است.